# رامون ماتیس
رامون ماتیس (اسپانیایی: Ramón Muttis‎؛ ۱۲ مارس ۱۸۹۹ – ۱۲ ژانویه ۱۹۵۵) یک بازیکن فوتبال اهل آرژانتین بود.

## تیم ملی
وی همچنین در تیم ملی فوتبال آرژانتین بازی کرده‌است.